# Граф Кодор
Граф Кодор из Каслмартина в графстве Пембрукшир (англ. Earl Cawdor) — наследственный титул в системе Пэрства Соединённого королевства.

## История
Титул графа Кодора был создан 5 октября 1827 года для Джона Кэмпбелла, 2-го барона Кодора (1790—1860). Эта ветвь Кэмпбеллов происходит от сэра Джона Кэмпбелла (ум. 1546), третьего сына Арчибальда Кэмпбелла, 2-го графа Аргайла, и младшего брата Колина, родоначальника герцогов Аргайл. Его потомок Приз Кэмпбелл (1727—1768) представлял в Палате общин Инвернессшир (1754—1761), Нэрншир (1761—1768) и Кардиган (1762—1768). Его сын Джон Кэмпбелл (1753—1821) был депутатом Палаты общин от Нэрншира (1777—1780) и Кардигана (1780—1796). В 1796 году он стал пэром Великобритании, получив титул барона Кодора из Каслмартина в графстве Пембрукшир.
Ему наследовал его старший сын, Джон Фредерик Кэмпбелл, 2-й барон Кодор (1790—1860). Он представлял в Палате общин Кармертен (1813—1821), а также являлся лордом-лейтенантом Кармартеншира (1852—1860). В 1827 году для него были созданы титулы виконта Эмлина из Эмлина в графстве Кармартеншир и графа Кодора из Каслмартина в графстве Пембрукшир. Все эти титулы были Пэрством Соединённого королевства. Его сын, Джон Фредерик Кэмпбелл, 2-й граф Кодор (1817—1898), был депутатом парламента от Пембрукшира (1841—1860) и лордом-лейтенантом Кармартеншира (1860—1898). Его преемником стал его старший сын, Фредерик Арчибальд Кэмпбелл, 3-й граф Кодор (1847—1911). Он был консервативным политиком, был депутатом Палаты общин от Кармартеншира (1874—1885), занимал пост первого лорда Адмиралтейства (1905). Лорд Кодор также был лордом-лейтенантом графства Пембрушир (1896—1911) и председателем Большой западной железной дороги.
По состоянию на 2025 год, обладателем графского титула являлся его потомок, Колин Кэмпбелл, 7-й граф Кодор (род. 1962), который наследовал отцу в 1993 году. Он также является 25-м тэном Кодора.

## Другие известные представители ветви Кэмпбелл
- Сэр Джордж Кэмпбелл (ум. 1821), адмирал королевского флота, младший брат 1-го барона Кодора;
- Достопочтенный Джордж Приз Кэмпбелл (1793—1858), контр-адмирал королевского флота, второй сын 1-го барона Кодора;
- Джон Воган Кэмпбелл (1876—1944), бригадир, кавалер Креста Виктории (1916), второй сын капитана Рональда Джорджа Элидора Кэмпбелла (1848—1879), второго сына 2-го графа Кодора;
- Достопочтенный Иэн Малкольм Кэмпбелл (1883—1962), лорд-лейтенант графства Нэрншир (1949—1958), третий сын 3-го графа Кодора;
- Леди Лиза Кэмпбелл (род. 1959), британский художник, каллиграф, колумнист и писатель, вторая дочь 6-го графа Кодора.

Родовая резиденция — Замок Кодор возле Кодора в Нэрншире (Шотландия).

## Бароны Кодор (1796)
- 1796—1821: Джон Кэмпбелл, 1-й барон Кодор (1753 — 1 июня 1821), старший сын Приза Кэмпбелла (1727—1768);
- 1821—1860: Джон Фредерик Кэмпбелл, 2-й барон Кодор (8 ноября 1790 — 7 ноября 1860), старший сын предыдущего, граф Кодор с 1827 года.

## Графы Кодор (1827)
- 1827—1860: Джон Фредерик Кэмпбелл, 1-й граф Кодор (8 ноября 1790 — 7 ноября 1860), старший сын 1-го барона Кодора;
- 1860—1898: Джон Фредерик Воган Кэмпбелл, 2-й граф Кодор (11 июня 1817 — 29 марта 1898), старший сын предыдущего;
- 1898—1911: Фредерик Арчибальд Воган Кэмпбелл, 3-й граф Кодор (13 февраля 1847 — 8 февраля 1911), старший сын предыдущего;
- 1911—1914: Хью Фредерик Воган Кэмпбелл, 4-й граф Кодор (21 июня 1870 — 7 января 1914), старший сын предыдущего;
- 1914—1970: Джон Дункан Воган Кэмпбелл, 5-й граф Кодор (17 мая 1900 — 9 января 1970), старший сын предыдущего;
- 1970—1993: Хью Джон Воган Кэмпбелл, 6-й граф Кодор (6 сентября 1932 — 20 июня 1993), старший сын предыдущего;
- 1993 — настоящее время: Колин Роберт Воган Кэмпбелл, 7-й граф Кодор (род. 30 июня 1962), старший сын предыдущего;
  - Наследник: Джеймс Честер Кэмпбелл, виконт Эмлин (род. 8 июля 1998), единственный сын предыдущего.